# Communauté de communes de la Moyenne Vallée de l'Isle
La communauté de communes de la Moyenne Vallée de l'Isle est une ancienne communauté de communes française située dans le département de la Dordogne, en région Aquitaine.
Elle tirait son nom de l'Isle, la rivière qui la traversait.

## Historique
La communauté de communes de la Moyenne Vallée de l'Isle a été créée le 30 décembre 1996 avec quatre communes (Beaupouyet, Mussidan, Neuvic et Sourzac).
Le 3 décembre 2002, Mussidan s'en retire.
Le 30 décembre 2003, cinq autres communes y adhèrent (Beauronne, Douzillac, Saint-Jean-d'Ataux, Saint-Séverin-d'Estissac et Vallereuil).
Par arrêté no 121326 du 6 décembre 2012, un projet de fusion est envisagé entre la communauté de communes de la Moyenne Vallée de l'Isle, la communauté de communes Astérienne Isle et Vern et celle de la Vallée du Salembre. La nouvelle entité territoriale, effective le 1er janvier 2014, prend le nom de communauté de communes Isle Vern Salembre en Périgord.

## Composition
De 2004 à 2013, la communauté de communes de la Moyenne Vallée de l'Isle regroupait les huit communes suivantes :
1. Beaupouyet
2. Beauronne
3. Douzillac
4. Neuvic
5. Saint-Jean-d'Ataux
6. Saint-Séverin-d'Estissac
7. Sourzac
8. Vallereuil

## Démographie
Au 1er janvier 2013, pour sa dernière année d'existence, la communauté de communes de la Moyenne Vallée de l'Isle avait une population municipale de 6 811 habitants.

## Administration
| Période                                  | Période       | Identité                 | Étiquette     | Qualité                         |
| ---------------------------------------- | ------------- | ------------------------ | ------------- | ------------------------------- |
|                                          |               | Serge Clament            |               | Maire de Sourzac (1995-2001)    |
|                                          |               | Jacques Montuelle        | SE            | Maire de Sourzac (2001-2014)    |
|                                          |               | Pierre-Hubert Lespinasse |               | Maire de Beaupouyet (1971-2008) |
|                                          | avril 2008    | Alain Auxerre            | Apparenté PCF | Maire de Douzillac (2001-2014)  |
| avril 2008                               | décembre 2013 | François Roussel         | UMP           | Maire de Neuvic (depuis 1983)   |
| Les données manquantes sont à compléter. |               |                          |               |                                 |

## Compétences
- Acquisition en commun de matériel
- Action sociale
- Activités périscolaires
- Assainissement collectif
- Assainissement non collectif
- Collecte des déchets
- Environnement
- Tourisme
- Voirie
- Zones d'activités industrielle, commerciale, tertiaire, artisanale ou touristique
- Zones d'aménagement concerté (ZAC)

### Sources
- Le SPLAF (Site sur la Population et les Limites Administratives de la France)
- CC de la Moyenne Vallée de l'Isle, base BANATIC de la Dordogne